# Kill Phil
Kill Phil è il primo album solista del beatmaker italiano Mr. Phil, pubblicato nel 2005 dalla Vibrarecords.

## Tracce
1. Kill Phil intro (feat. DJ Double S)
2. Live Illegal (feat. Inoki, Lord Bean, DJ Gengis)
3. S.P.Q.R. - Roma Caput mundi (feat. Baby G. Crema)
4. Punti di domanda (feat. Colle der Fomento, Sparo)
5. Rap che fa male (feat. Amir, Medda)
6. Da Grafic Revolution (feat. Coez)
7. Cosa c'è? (Kill Phil Remix) (feat. Amir, Inoki, DJ Double S)
8. Non ci si crede (feat. Sparo Manero, Noyz Narcos)
9. Senza fiato (feat. Miss Quinse)
10. Questa cultura (feat. Gomez, Amir, Ghemon Scienz)
11. Rap galactico (feat. Amir, Bassi Maestro, Weddialem)
12. La mia città (feat. Stokka & MadBuddy, Amir, DJ Double S)
13. Parli di me pt. 2 (feat. Kiave, Turi, Franco Negrè, Bat)
14. Va così (feat. Rido)
15. Vorrei pt. 2 (feat. Mistaman, Frank Siciliano)
16. La gente non lo sa (feat. Ghemon Scienz)
17. Lascio le mie cose (feat. Giga SCSI, Devon)
18. Tra una follia e l'altra (feat. Misho)
19. Non ci fermi più (feat. Jack the Smoker, Asher Kuno)
20. 32 barre a testa (feat. Gufo Supremo, Simo aka Fischioni)
21. Come sto? (feat. Fetz)
22. Kill Sil (Kill Phil Remix) (feat. Danno)
23. Flaminio retrò (feat. Flaminio Maphia, Baby G. Crema, Sparo) – traccia fantasma